# أبو كماش
أبو كمّاش قرية ليبية تقع ضمن الحدود الإدارية  لبلدية زوارة  محافظة المنطقة الغربية. وتبعد عن زوارة  40 كم غرباً. وتقع في أقصى شمال غرب ليبيا، وتشتهر بالمجمع الكيماوي الذي يضم عدة مصانع لإنتاج الكلور والملح والأسيد وbvc.
تطل على البحر وبها مرفأ لصيد الأسماك وكذلك جزيرة فروة وهي محمية طبيعية تتكاثر فيها الأسماك والقشريات والطيور المهاجرة والسلاحف البحرية. كما أن بها منطقة أثرية (مقبرة).